# Jean-Charles-Alexandre Sallandrouze de Lamornaix

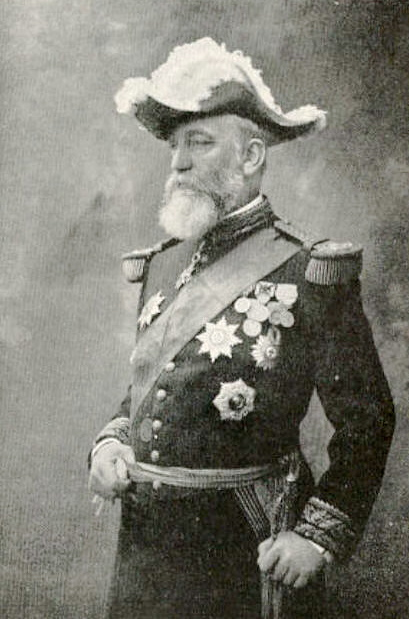
Konteradmiral Jean-Charles-Alexandre Sallandrouze de Lamornaix

Jean-Charles-Alexandre Sallandrouze de Lamornaix (* 16. April 1840 im 3. Arrondissement, Paris; † 18. September 1899 an Bord des Schlachtschiffs Formidable vor Cherbourg, Département Manche) war ein französischer Vizeadmiral, der unter anderem zwischen 1896 und 1898 Chef des Generalstabes der Marine war.

## Leben
Sallandrouze de Lamornaix war der zweite Sohn des Fabrikanten und Politiker Charles Sallandrouze de Lamornaix, der zwischen 1846 und 1867 das Département Creuse als Mitglied in der Abgeordnetenkammer vertrat, und dessen Ehefrau Octave Estier. Sein älterer Bruder Charles Octave Théodore Sallandrouze de Lamornaix war von 1861 bis 1878 Bürgermeister von Aubusson. Er selbst begann 1855 eine Ausbildung zum Seeoffizier an der Marineschule (École Navale) in Lanvéoc. Nach einer Verwendung im Hafen von Brest vom 1. August bis Oktober 1857 wurde er an Bord des zum Manövergeschwader (Escadre d’évolutions ) gehörenden Schiffs Algésiras versetzt. 1860 folgte seine Versetzung zur Artémise während einer Fahrt nach Island sowie im September 1861 zu dem in der Levante eingesetzten Schiffs Biche, auf dem er am 1. September 1861 zum Oberleutnant zur See (Enseigne de vaisseau) befördert wurde. Danach folgten Verwendungen an Bord des Einheitslinienschiffs Masséna sowie der Schiffe Montezuma und Normandie, die alle im Golf von Mexiko eingesetzt waren. Am 6. Juli 1862 wurde ihm das Ritterkreuz der Ehrenlegion verliehen.
Nach seiner Beförderung zum Kapitänleutnant (Lieutenant de Vaisseau) am 27. Januar 1864 folgte eine Mission im Vereinigten Königreich. Nach seiner Rückkehr befasste er sich mit der Übersetzung und Herausgabe des 1855 vom britischen Handelsministerium (Board of Trade) entworfenen und 1857 herausgegebenen Flaggenalphabets. Im August 1870 übernahm er sein erstes eigenes Schiffskommandos, und zwar als Kommandant des Kanonenbootes Scorpion, das im Chinesischen und Japanischen Meer eingesetzt wurde. Am 27. April 1875 wurde er zum Fregattenkapitän (Capitaine de Frégate) befördert und 1877 an Bord des Panzerschiffs Gauloise versetzt. Im Anschluss wurde er am 1. Januar 1879 Aide-de-camp des stellvertretenden Kommandeurs des Manövergeschwaders Flottillenadmiral Laurent Joseph Lejeune auf dessen Flaggschiff, dem Panzerschiff Provence. Im Anschluss wurde er am 22. November 1882 Kommandant des zum Manövergeschwader gehörenden Schiffs Hirondelle und wurde in dieser Zeit am 5. Juli 1882 auch mit dem Offizierskreuz der Ehrenlegion ausgezeichnet.
Sallandrouze de Lamornaix wurde am 1. März 1884 zum Kapitän zur See (Capitaine de Vaisseau) befördert und am 1. Januar 1885 auf einen Posten im Hafen von Cherbourg versetzt, ehe er am 25. September 1885 Kommandant des zur École Navale gehörenden Schulschiffs Borda im Hafen von Brest wurde. Im Anschluss übernahm er im September 1889 den Posten als Kommandant des Panzerschiffs Courbet im Mittelmeer und wurde in dieser Verwendung am 19. August 1890 auch zum Konteradmiral (Contre-amiral) befördert. Als solcher wurde er danach Chef des Stabes des Kommandeurs des Mittelmeergeschwaders, Konteradmiral Charles Duperré, auf dessen Flaggschiff Formidable. 1890 wurde er Ritter des Ritterordens vom Heiligen Grab zu Jerusalem. Am 15. Dezember 1891 wurde er Mitglied des Arbeitsausschusses der Marine sowie Mitglied der Leuchtturmkommission. Als solcher wurde er am 11. Juli 1892 auch Kommandeur der Ehrenlegion.
Anschließend übernahm Sallandrouze de Lamornaix am 1. April 1893 den Posten als Oberkommandierender des Marineausbildungsdivision mit dem Panzerschiff Naïade als Flaggschiff. Er nahm an der Krönung von Kaiser Nikolaus II. von Russland am 26. Mai 1896 teil, bei der es durch eine Massenpanik zu einer Katastrophe bei den Krönungsfeierlichkeiten mit 1389 Toten und weiteren 1300 Verletzten kam. Am 10. Juni 1896 wurde er zum Vizeadmiral (Vice-amiral) befördert und übernahm am 15. Juni 1896 von Flottillenadmiral Charles Chauvin den Posten als Chef des Generalstabes der Marine (Chef d’état-major de la Marine). Diese Funktion bekleidete er bis zu seiner Ablösung durch Konteradmiral Jules de Cuverville am 8. Juli und war zugleich in Personalunion Kabinettschef von Marineminister Armand Besnard. Danach übernahm er am 1. Januar 1899 den Posten als Mitglied des Obersten Marinerates sowie zugleich als Oberkommandierender des Nord-Geschwaders mit der Formidable als Flaggschiff. Auf dieser verstarb er am 18. September 1899 vor Brest und wurde anschließend auf dem Pariser Friedhof Père-Lachaise bestattet.
Aus seiner Ehe mit Marie Adélaïde Hébert de La Grave gingen zwei Töchter hervor. Seine Tochter Charlotte Sallandrouze de Lamornaix war mit Francis Richard Waddington verheiratet, dessen Vater William Henry Waddington 1879 Premierminister und dessen Mutter die aus den USA stammende Schriftstellerin Mary Alsop King Waddington war. Die zweite Tochter Renée Sallandrouze de Lamornaix heiratete Baron Gaston de Renty.